# Fotyen Tesfay
Fotyen Tesfay (amharisch ፎትየን ተስፋይ; * 17. Februar 1998 in Ofla, Tigray) ist eine äthiopische Leichtathletin, die sich auf den Langstreckenlauf spezialisiert hat.

## Sportliche Laufbahn
Erste internationale Erfahrungen sammelte Fotyen Tesfay im Jahr 2014, als sie bei den Jugendafrikaspielen in Gaborone in 4:23,37 min die Goldmedaille im 1500-Meter-Lauf gewann. 2016 belegte sie bei den U20-Weltmeisterschaften in Bydgoszcz in 8:47,46 min den vierten Platz über 3000 Meter und im Jahr darauf gelangte sie bei den Crosslauf-Weltmeisterschaften 2017 in Kampala mit 19:24 min auf den sechsten Platz im U20-Rennen und gewann in der Teamwertung die Goldmedaille. Bei den Crosslauf-Weltmeisterschaften 2019 in Aarhus wurde sie nach 37:29 min Elfte im Einzelrennen und bei den Crosslauf-Weltmeisterschaften 2023 in Bathurst gelangte sie mit 34:30 min auf Rang fünf und gewann in der Teamwertung die Silbermedaille hinter dem kenianischen Team. Im Juli siegte sie in 30:44 min beim Peachtree Road Race in Atlanta und im November in 1:08:46 min beim Boston-Halbmarathon. Im Jahr darauf wurde sie beim Meeting International Mohammed VI d’Athlétisme de Marrakesch in 14:34,21 min Zweite im 5000-Meter-Lauf und im August gelangte sie bei den Olympischen Sommerspielen in Paris mit 30:46,93 min auf Rang sieben über 10.000 Meter. Zum Abschluss der Diamond League wurde sie beim Memorial Van Damme in 14:28,53 min Dritte über 5000 Meter.

## Persönliche Bestzeiten
- 1500 Meter: 4:23,37 min, 28. Mai 2014 in Gaborone
- 3000 Meter: 8:47,46 min, 20. Juli 2016 in Bydgoszcz
  - 3000 Meter (Halle): 8:41,08 min, 10. Februar 2018 in Boston
- 5000 Meter: 14:28,53 min, 14. September 2024 in Brüssel
- 10.000 Meter: 29:47,71 min, 14. Juni 2024 in Nerja
- 10-km-Straßenlauf: 29:54 min, 25. Februar 2024 in Castelló de la Plana
- Halbmarathon: 1:08:49 h, 12. November 2023 in Boston